# De sangre chicana
De sangre chicana es una película de drama, crimen y acción de lucha libre mexicana de 1974, escrita y dirigida por Joselito Rodríguez, y protagonizada por Pepe Romay, José Chávez Trowe, Elizabeth Dupeyrón y Mario Balandra. Esta cinta fue la última parte de una serie de películas centradas en el personaje del luchador enmascarado mexicano Huracán Ramírez, que comenzó con Huracán Ramírez (1952).

## Argumento
Refugio Martínez (José Chávez Trowe) es un mexicano que ha vivido en San Antonio, Texas durante muchos años, operando un pequeño restaurante. Refugio, viudo, tiene tres hijos: el estudiante de medicina Raúl (Pepe Romay), el estudiante de ingeniería Juan (Mario Balandra) y María (Elizabeth Dupeyrón), que trabaja en una tienda de ropa y rechaza su ascendencia mexicana mientras desprecia a aquellos de ascendencia mexicana como ella, prefiriendo que la llamen «Mary Martin».
Sin que su padre lo sepa, Juan ha abandonado la escuela y es miembro de una pandilla de delincuentes que está constantemente en conflicto con otra pandilla de gringos. Juan y su pandilla planean robar una farmacia, pero un miembro del grupo rival los escucha. Para ayudar a su padre, Raúl (un campeón colegiado de lucha libre) acepta una oferta de un promotor para convertirse en profesional y adopta la máscara de «Huracán Ramírez» para proteger su identidad. Raúl le dice a su padre que lo contrataron para ayudar a otro médico y que no descuidará sus estudios. Sin embargo, su padre sospecha.
Mientras tanto, María se ha enamorado del luchador Golden Bull (Coloso Colosetti). Después de que él se marcha para un largo viaje, ella descubre que está embarazada. Cuando el luchador regresa, María va ansiosa a verlo, pero lo pilla en la cama con otra mujer. Corriendo hacia la calle, María es atropellada por un automóvil y hospitalizada. Raúl y Juan descubren la verdad. Raúl, como «Huracán», casualmente lucha esa noche contra Golden Bull y, a pesar de estar inicialmente superado, Raúl gana, dando una paliza a Golden Bull en venganza por el maltrato a su hermana. Juan, por su parte, se pierde el robo planeado por su pandilla ya que está en el hospital con María, y cuando su pandilla es arrestada, ellos creen que los traicionó, cuando en realidad fue la pandilla de gringos la que dio el aviso. Juan es luego mortalmente herido por los gringos y muere. La película termina con Juan muriendo en brazos de Raúl mientras Refugio y sus amigos preparan una fiesta para celebrar la graduación de Raúl en la facultad de medicina, sin saber que Juan está muerto y María está en el hospital.

## Reparto
- Pepe Romay como Raúl Martínez.
- José Chávez Trowe como Refugio Martínez.
- Elizabeth Dupeyrón como María Martínez/Mary Martin.
- Mario Balandra como Juan Martínez.
- Susana Cabrera como Susana.
- Aída Araceli como Mauro's wife.
- Coloso Colosetti como Golden Bull.
- Armando Acosta como Mauro Campos.
- Marcelo Villamil como Tom.
- Juan Garza como «Yaqui» Garza.
- Huracán Ramírez como él mismo en escenas de luchas.

## Producción
La película es parte de una serie de películas de lucha libre centradas en el personaje ficticio de Huracán Ramírez, creado por el director Joselito Rodríguez y su hijo Juan Rodríguez Más, que comenzó con Huracán Ramírez (1952). Aunque originalmente las películas presentaban al actor David Silva como Fernando Torres, el personaje que en la historia se pone la máscara de Huracán Ramírez, ni Silva ni su personaje aparecieron ni en esta película ni en la anterior de la serie, Huracán Ramírez y la monjita negra.
La película fue filmada en San Antonio, Texas. David E. Wilt de The Mexican Film Bulletin informó que algunos interiores también fueron filmados en los Estudios América.

## Recepción
Varias reseñas señalaron que, a pesar de su título, la condición de los protagonistas como chicanos fue en última instancia poco abordada, con David E. Wilt en The Mexican Film Bulletin afirmando que «no se habla mucho sobre racismo o discriminación» en la película. El libro ¡Quiero ver sangre!: Historia ilustrada del cine de luchadores dice de la película, «Poco se aborda la condición "chicana" de los protagonistas. Las mentadas tomas de la frontera quedan en broncas feriales». David Maciel en El Norte: The U.S.-Mexican Border in Contemporary Cinema dijo: «Es obvio que la trama tiene poca o ninguna relación con la realidad, incluso en el sentido más elemental. Los estereotipos exagerados de los personajes principales son altamente improbables y la trama tiene poco que ver. con los problemas sociales más básicos que afectan al chicano actual. La importancia de De Sangre Chicana es que las subtramas desarrolladas y las caricaturas representadas en la historia reflejan las actitudes generales mexicanas del pasado hacia los chicanos. La película transmite mucho más sobre los estereotipos mexicanos de Chicanos que sobre la realidad chicana contemporánea». Maciel también se sorprendió de que, «a pesar de que la prensa cubrió la lucha social chicana y sus líderes, ninguna otra película mexicana» además de esta película y la película de 1974 Chicano «se centró únicamente en la lucha chicana de finales de los sesenta y setenta. El cine mexicano ignoró casi por completo un importante movimiento social que tuvo lugar principalmente en el suroeste de los Estados Unidos y tocó su propia frontera norte». Charles M. Tatum en Chicano popular culture describió la película como una de las películas hechas por la industria cinematográfica mexicana sobre la frontera, pero que «parecen diseñadas para apelar a las emociones de una audiencia masiva y, en general, evitar una consideración seria de la complejidad de los problemas y las cuestiones fronterizas».
Desde el punto de vista de la producción, Wilt finalmente declaró que «los valores de actuación y producción de De sangre chicana están bien», y dijo que la dirección «no intenta nada elegante, pero [el] trabajo es satisfactorio. […] Las ubicaciones de San Antonio son efectivos. En general, un trabajo bastante decente».